# Veremadora

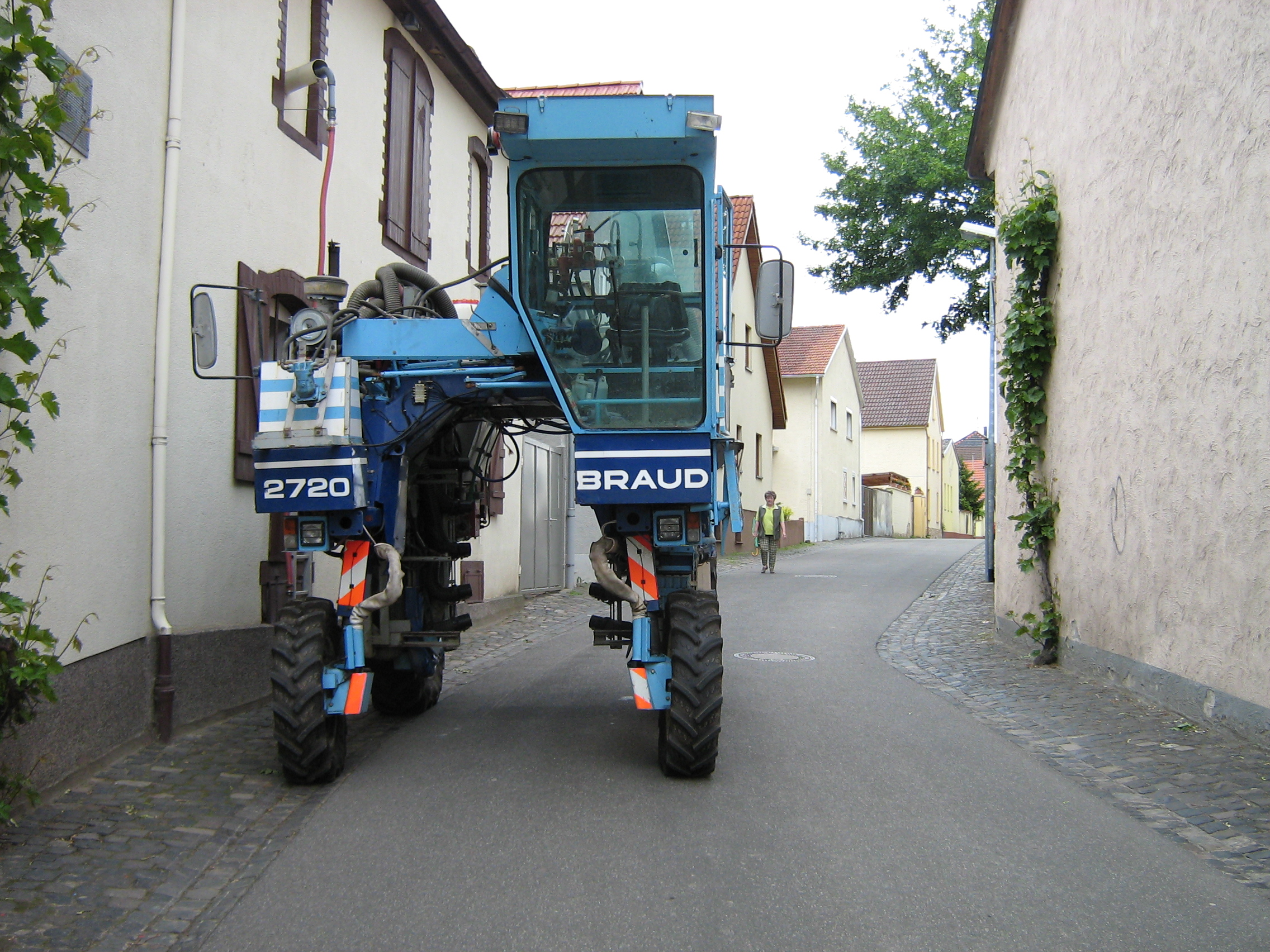
veremadora.

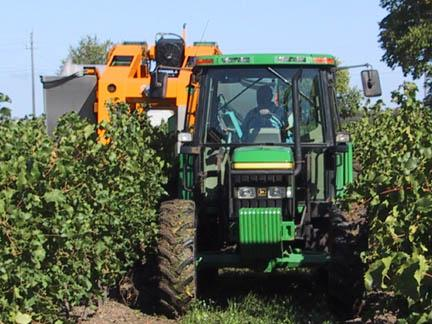
veremadora arrossegada.

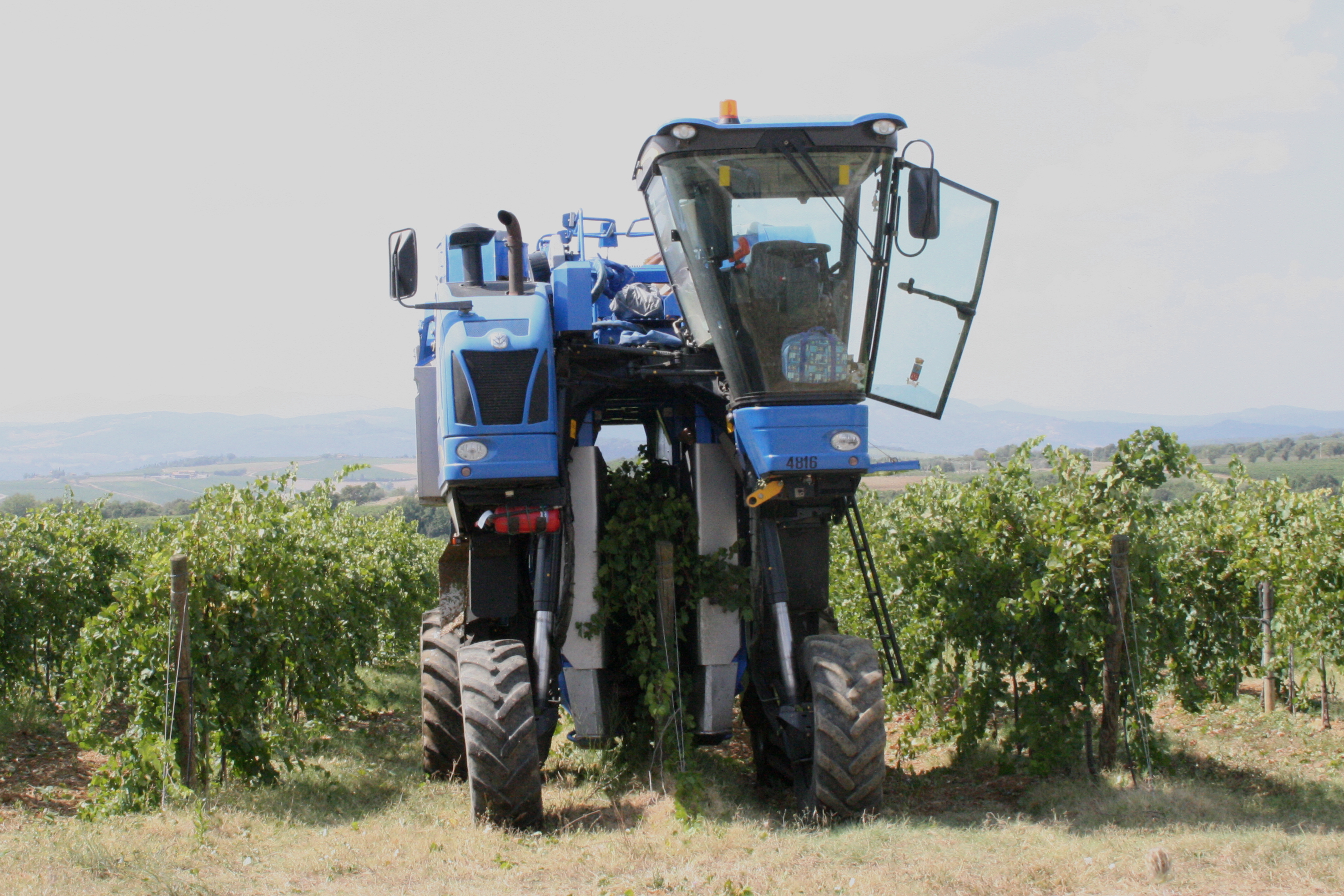
veremadora treballant.

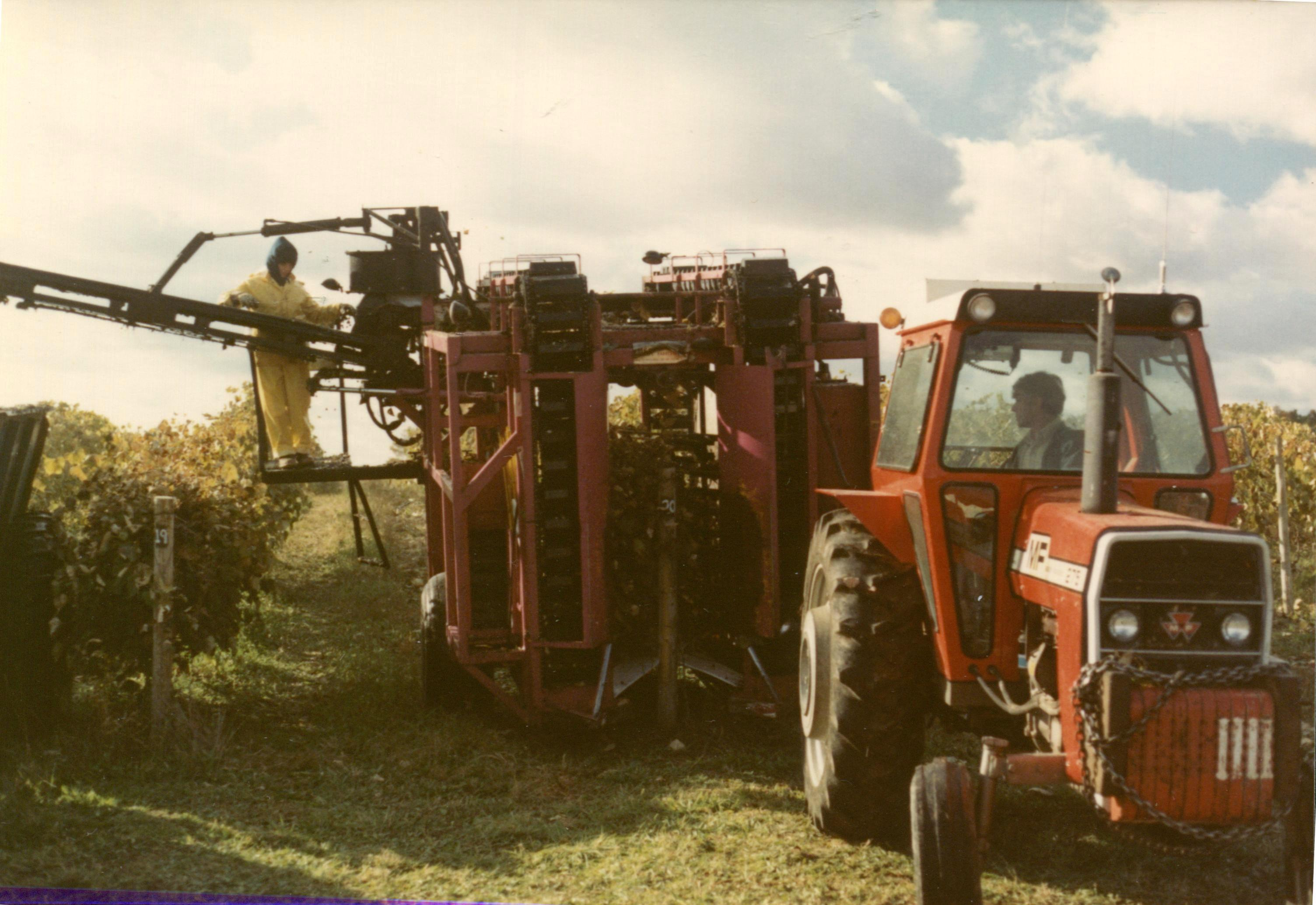
veremadora arrossegada.

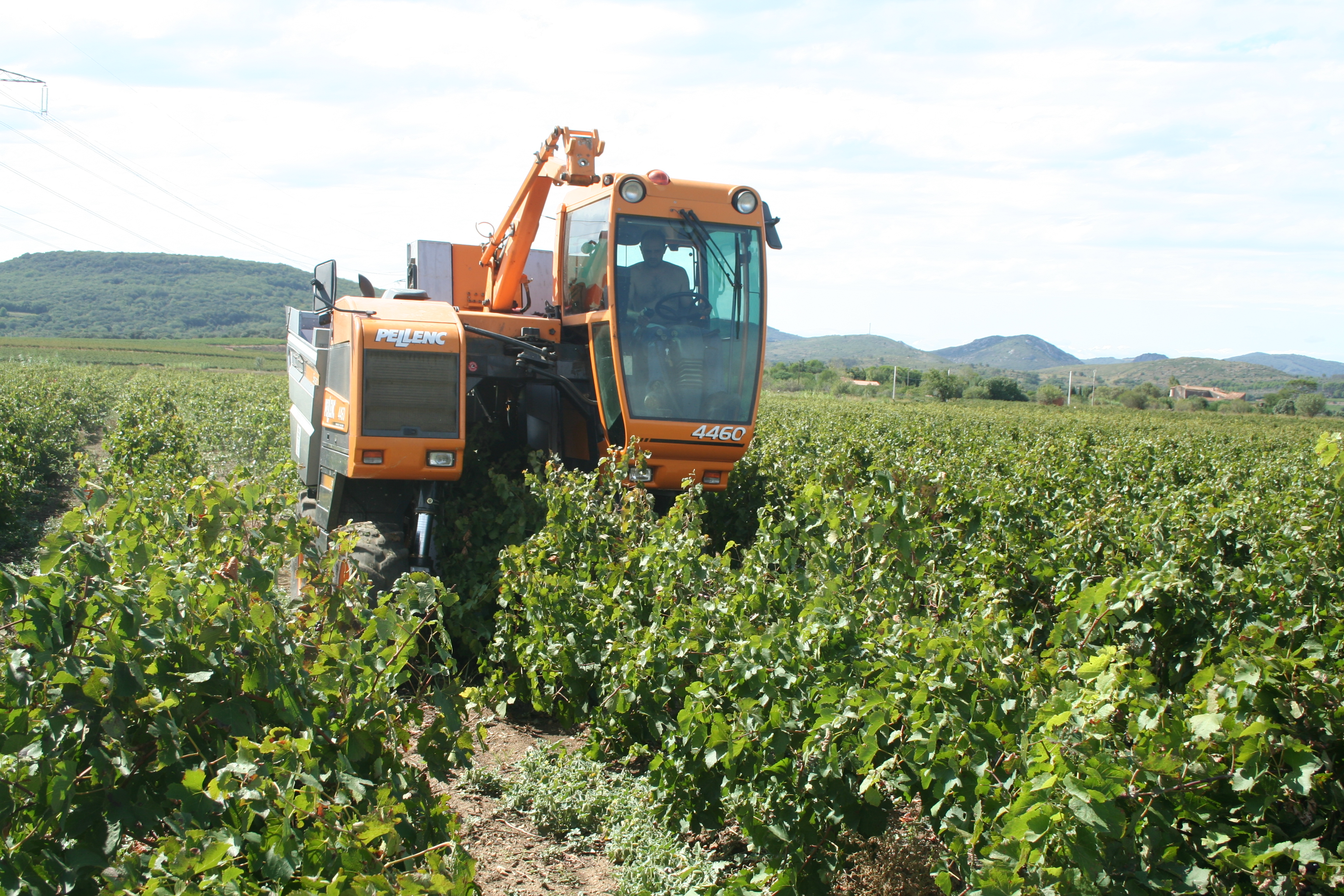
veremadora.

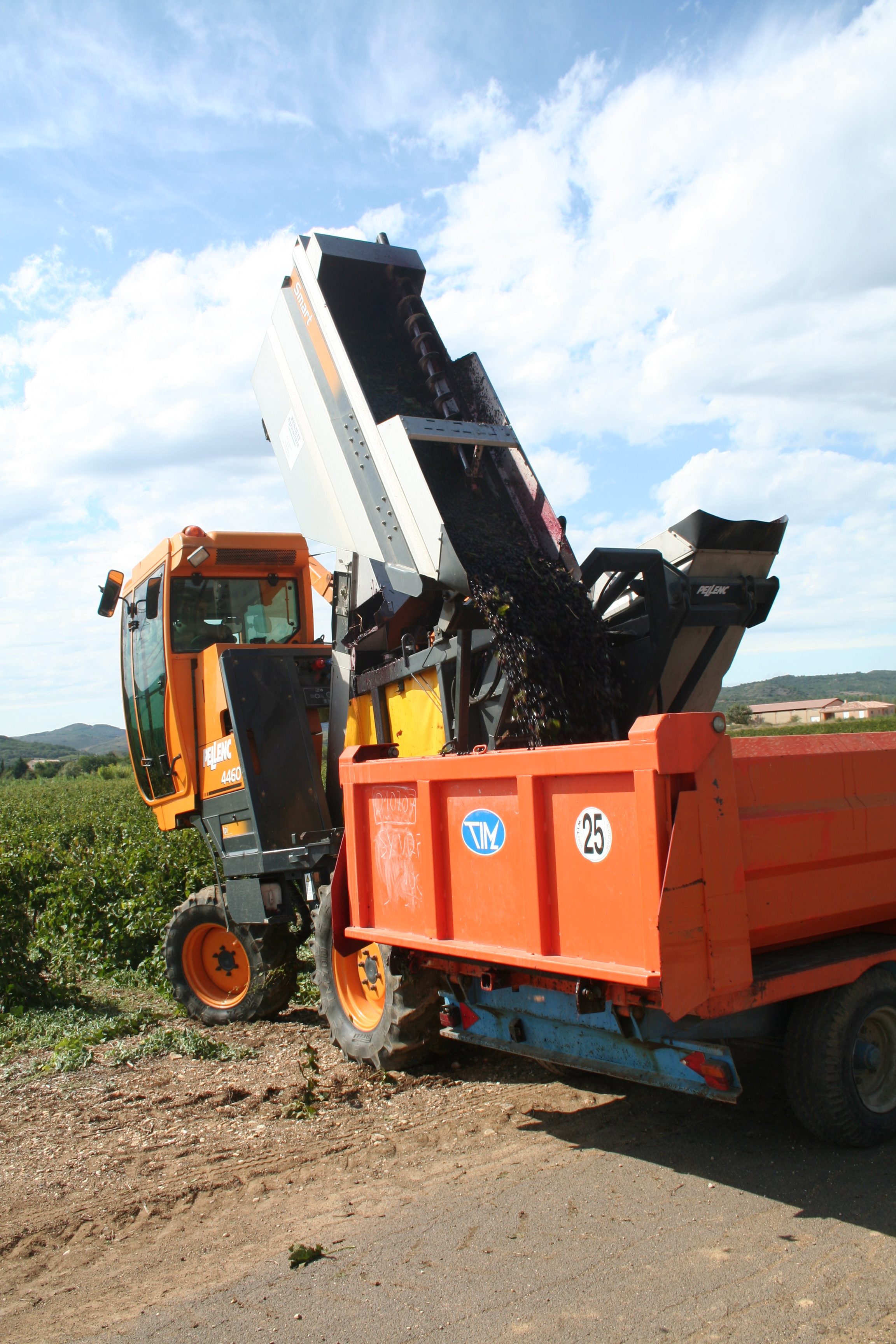
veremadora buidant el seu carregament.

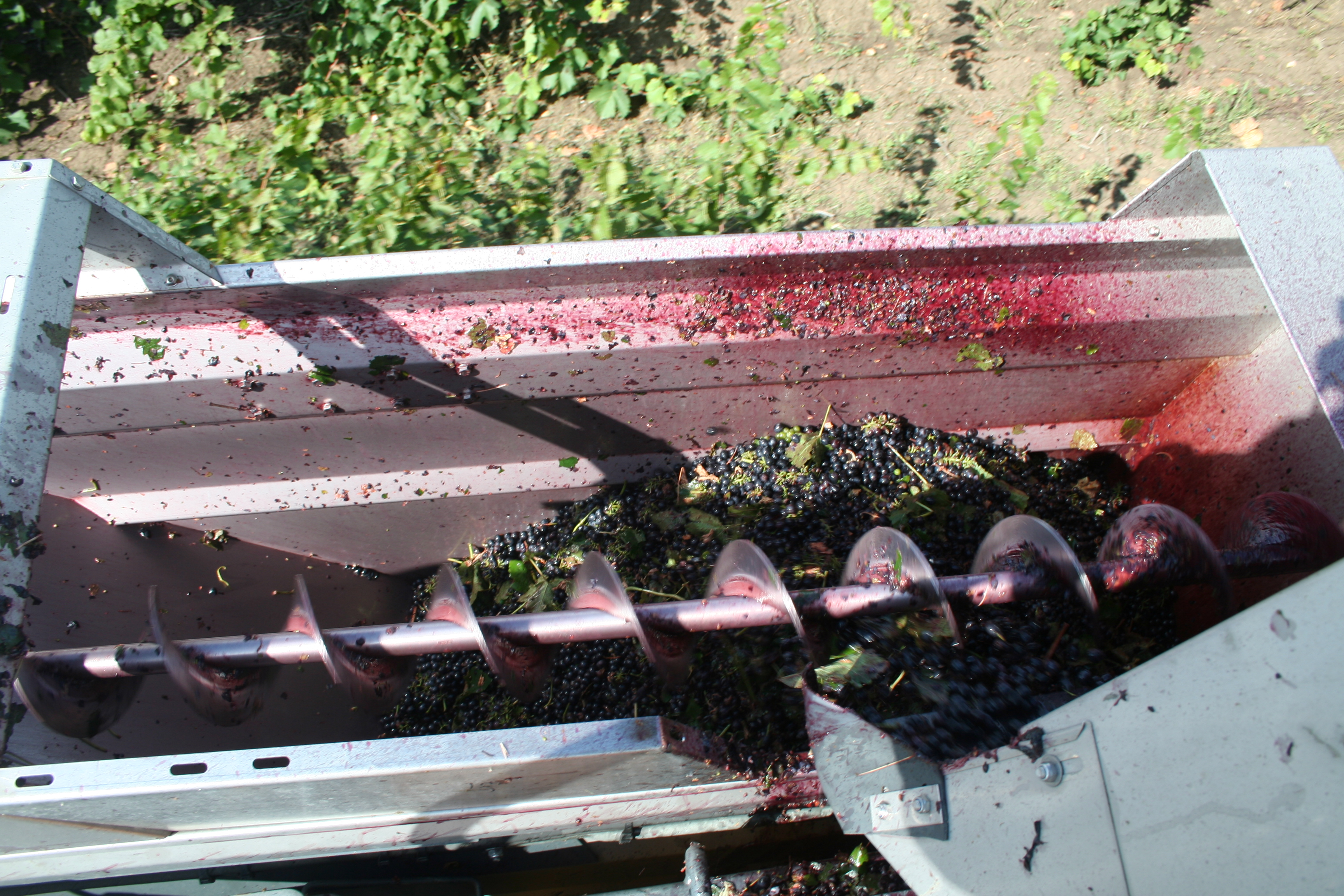
veremadora triturant raïm.

Una  veremadora  és una màquina que fa la tasca de verema de forma automatitzada.
És a dir, és una recollidora del raïm que de vegades també el tritura, n'extreu el suc i en separa les bagasses.
N'hi ha autopropulsades i d'altres arrossegades per un tractor.